# Coelophora atrolineata
Coelophora atrolineata är en skalbaggsart som beskrevs av Leon Fairmaire 1881. Coelophora atrolineata ingår i släktet Coelophora och familjen nyckelpigor. Inga underarter finns listade i Catalogue of Life.